# جاي ارين (سياسي)
جاي ارين (بالإنجليزية: Jay Warren)‏ هو سياسي بريطاني، ولد في 29 يوليو 1956 في جزر بيتكيرن في المملكة المتحدة. انتخب Mayor of the Pitcairn Islands ‏ (15 ديسمبر 2004 – 9 ديسمبر 2007).